# Tajuria nigella
Tajuria nigella är en fjärilsart som beskrevs av Hans Fruhstorfer 1912. Tajuria nigella ingår i släktet Tajuria och familjen juvelvingar. Inga underarter finns listade i Catalogue of Life.